# Буковица при Водицах
Буковица при Водицах (на словенски: Bukovica pri Vodicah) е село в Словения, регион Средна Словения, община Водице. Според Националната статистическа служба на Република Словения през 2015 г. селото има 397 жители.